# Nuoto ai Giochi della XXXIII Olimpiade - 200 metri farfalla femminili
La gara di nuoto dei 200 metri farfalla femminili dei Giochi della XXXIII Olimpiade di Tokyo è stata disputata tra il 27 e il 29 luglio 2021 presso l'Olympic Aquatics Centre alla Paris La Défense Arena.

## Record
Prima della competizione il record del mondo e il record olimpico erano i seguenti:
| Record mondiale | 2'01"81 | Liu Zige Cina    | 21 ottobre 2009 Jinan, Cina    |
| Record olimpico | 2'03"86 | Zhang Yufei Cina | 29 luglio 2021 Tokyo, Giappone |

## Programma
| Data           | Ora (UTC+1) | Turno      |
| -------------- | ----------- | ---------- |
| 31 luglio 2024 | 10:00       | Batterie   |
| 31 luglio 2024 | 19:37       | Semifinali |
| 1 agosto 2024  | 17:30       | Finale     |

## Risultati

### Batterie
| Pos. | Batteria | Corsia | Atleta                | Nazionalità          | Tempo   | Note |
| ---- | -------- | ------ | --------------------- | -------------------- | ------- | ---- |
| 1    | 3        | 5      | Zhang Yufei           | Cina                 | 2'06"55 | Q    |
| 2    | 2        | 4      | Regan Smith           | Stati Uniti          | 2'06"99 | Q    |
| 3    | 3        | 3      | Abbey Connor          | Australia            | 2'07"13 | Q    |
| 4    | 2        | 6      | Helena Rosendahl Bach | Danimarca            | 2'07"34 | Q    |
| 5    | 2        | 5      | Alex Shackell         | Stati Uniti          | 2'07"49 | Q    |
| 6    | 3        | 4      | Summer McIntosh       | Canada               | 2'07"70 | Q    |
| 7    | 1        | 6      | Keanna Macinnes       | Gran Bretagna        | 2'08"46 | Q    |
| 8    | 1        | 4      | Elizabeth Dekkers     | Australia            | 2'08"97 | Q    |
| 9    | 2        | 3      | Airi Mitsui           | Giappone             | 2'09"12 | Q    |
| 10   | 2        | 2      | Boglárka Kapás        | Ungheria             | 2'09"28 | Q    |
| 11   | 3        | 6      | Chen Luying           | Cina                 | 2'09"31 | Q    |
| 12   | 1        | 5      | Lana Pudar            | Bosnia ed Erzegovina | 2'09"32 | Q    |
| 13   | 3        | 7      | Georgia Damasioti     | Grecia               | 2'09"55 | Q    |
| 14   | 1        | 3      | Laura Stephens        | Gran Bretagna        | 2'10"46 | Q    |
| 15   | 3        | 2      | Hiroko Makino         | Giappone             | 2'10"79 | Q    |
| 16   | 1        | 2      | Laura Cabanes         | Spagna               | 2'10"82 | Q    |
| 17   | 2        | 7      | Anja Crevar           | Serbia               | 2'18"46 |      |
| 18   | 1        | 7      | Alondra Ortiz         | Costa Rica           | 2'18"56 |      |
| 19   | 3        | 1      | Lia Lima              | Angola               | 2'22"19 |      |

### Semifinali
| Pos. | Batteria | Corsia | Atleta                | Nazionalità          | Tempo   | Note |
| ---- | -------- | ------ | --------------------- | -------------------- | ------- | ---- |
| 1    | 1        | 3      | Summer McIntosh       | Canada               | 2'04"87 | Q    |
| 2    | 1        | 4      | Regan Smith           | Stati Uniti          | 2'05"39 | Q    |
| 3    | 2        | 4      | Zhang Yufei           | Cina                 | 2'06"09 | Q    |
| 4    | 1        | 6      | Elizabeth Dekkers     | Australia            | 2'06"17 | Q    |
| 5    | 2        | 3      | Alex Shackell         | Stati Uniti          | 2'06"46 | Q    |
| 6    | 1        | 5      | Helena Rosendahl Bach | Danimarca            | 2'06"65 | Q,   |
| 7    | 2        | 5      | Abbey Connor          | Australia            | 2'07"10 | Q    |
| 8    | 1        | 1      | Laura Stephens        | Gran Bretagna        | 2'07"53 | Q    |
| 9    | 2        | 6      | Keanna Macinnes       | Gran Bretagna        | 2'08"04 |      |
| 10   | 2        | 7      | Chen Luying           | Cina                 | 2'08"07 |      |
| 11   | 2        | 2      | Airi Mitsui           | Giappone             | 2'08"71 |      |
| 12   | 1        | 7      | Lana Pudar            | Bosnia ed Erzegovina | 2'08"74 |      |
| 13   | 2        | 8      | Hiroko Makino         | Giappone             | 2'09"16 |      |
| 14   | 1        | 2      | Boglárka Kapás        | Ungheria             | 2'09"23 |      |
| 15   | 2        | 1      | Georgia Damasioti     | Grecia               | 2'10"25 |      |
| 16   | 1        | 8      | Laura Cabanes         | Spagna               | 2'10"60 |      |

### Finale
| Pos.    | Corsia | Atleta                | Nazionalità   | Tempo   | Note |
| ------- | ------ | --------------------- | ------------- | ------- | ---- |
| Oro     | 4      | Summer McIntosh       | Canada        | 2'03"03 |      |
| Argento | 5      | Regan Smith           | Stati Uniti   | 2'03"84 |      |
| Bronzo  | 3      | Zhang Yufei           | Cina          | 2'05"09 |      |
| 4       | 6      | Elizabeth Dekkers     | Australia     | 2'07"11 |      |
| 4       | 7      | Helena Rosendahl Bach | Danimarca     | 2'07"11 |      |
| 6       | 2      | Alex Shackell         | Stati Uniti   | 2'07"73 |      |
| 7       | 1      | Abbey Connor          | Australia     | 2'08"15 |      |
| 8       | 8      | Laura Stephens        | Gran Bretagna | 2'08"82 |      |